# 短筒苣苔
短筒苣苔（学名：Boeica fulva），为苦苣苔科短筒苣苔属下的一个植物种。